# مینی آندن
مینی آندن (به انگلیسی: Mini Andén) (زاده ۷ ژوئن ۱۹۷۸) مدل و بازیگر سوئدی است.
او در فیلم دختر بهترین دوست من بازی کرده‌است.